# Joshua Zirkzee
Joshua Orobosa Zirkzee (n. 22 mai 2001, Schiedam, Olanda de Sud, Țările de Jos) este un fotbalist neerlandez, care joacă pe post de atacant la Manchester United în Premier League. Pe plan internațional, are prezențe la națională pentru Țările de Jos U15⁠(d), Țările de Jos U16⁠(d), Țările de Jos U17⁠(d), Țările de Jos U18⁠(d), Țările de Jos U19⁠(d), Țările de Jos U21⁠(d) și Țările de Jos.

## Cariera pe echipe

### Primii ani
Născut la Schiedam dintr-o mamă nigeriană și un tată olandez, Zirkzee și-a început cariera fotbalistică la vârsta de cinci ani, cu VV Hekelingen, după ce familia s-a mutat la Spijkenisse. După ce a impresionat devreme, s-a mutat la departamentul de tineret din Spartaan '20 în 2010, unde a jucat alături de vărul său, Nelson Amadin. A plecat apoi la ADO Den Haag în 2013, înainte de a ajunge la academia de tineret al lui Feyenoord în 2016. Un an mai târziu, Zirkzee a părăsit academia lui Feyenoord din Olanda natală pentru a se alătura echipei de tineret al lui Bayern München.

### Bayern München
La 1 martie 2019, Zirkzee a marcat un hat-trick la debutul său cu Bayern München II. Doar o zi mai târziu, a marcat golul victoriei pentru echipa sub 19 ani, în timp ce au învins 1. FC Nürnberg cu 2–1. Zirkzee și-a făcut debutul profesionist în 3. Liga pentru Bayern Munchen II pe 20 iulie 2019, intrând în minutul 74 în locul lui Oliver Batista Meier în meciul în deplasare împotriva lui Würzburger Kickers.
Pe 11 decembrie 2019, Zirkzee și-a făcut debutul cu prima echipă împotriva lui Tottenham Hotspur în ultimul meci din faza grupelor a Ligii Campionilor. Ulterior și-a făcut debutul în Bundesliga pe 18 decembrie, intrând ca înlocuitor în minutul 90 într-un meci împotriva lui Freiburg care se afla la egalitate 1–1; a marcat golul victoriei aproape imediat după ce a intrat în joc. La scurt timp după, Serge Gnabry a înscris un alt gol în timpul prelungirilor pentru a asigura o victorie cu 3–1. Două zile mai târziu, a ieșit din nou de pe bancă în ultimele minute ale meciului și a marcat golul victoriei, când Bayern a învins Wolfsburg. Pe 13 iunie 2020, Zirkzee a marcat primul gol al meciului în victoria cu 2-1 a lui Bayern Munchen împotriva lui Borussia Mönchengladbach. Și-a încheiat sezonul de debut cu o triplă continentală.

#### Împrumut la Parma
La 31 ianuarie 2021, Zirkzee a fost împrumutat la Parma, în Serie A. Mutarea includea o opțiune de cumpărare. La 2 aprilie 2021, a suferit o accidentare LCL, și împrumutul său a fost limitat la patru apariții, toate ca de pe bancă.

#### Împrumut la Anderlecht
Pe 3 august 2021, Anderlecht a anunțat semnarea lui Zirkzee pe un sezon sub formă de împrumut de la Bayern München. A încheiat sezonul 2021-2022 ca cel mai bun marcator al clubului cu 16 goluri, pe lângă faptul că a oferit nouă pase decisive în 34 de meciuri în campionat.

### Bologna
La 30 august 2022, Zirkzee a fost transferat la clubul din Serie A Bologna pe o înțelegere permanentă. Mai târziu în acel an, pe 16 octombrie, a marcat primul său gol la club, înscriind primul gol într-o înfrângere cu 3–2 împotriva lui Napoli. În al doilea sezon la echipă sub conducerea lui Thiago Motta, a reușit să înscrie opt goluri în 16 meciuri în prima jumătate a sezonului 2023-2024, atrăgând interesul de transfer de la mai multe cluburi europene de top, fostul său club Bayern München având încă un procent de 40% din orice posibilă sumă de transfer. În cele din urmă, a încheiat sezonul ca cel mai bun marcator al lui Bologna, a marcat 11 goluri și a oferit cinci pase decisive, ajutându-și echipa să-și asigure un loc în faza grupelor a Ligii Campionilor.

### Manchester United
La 14 iulie 2024, clubul din Premier League Manchester United a anunțat transferul lui Zirkzee pe un contract de cinci ani.

## Cariera internațională
Născut în Țările de Jos dintr-un tată olandez și o mamă nigeriană, Zirkzee este un internațional de tineret pentru Țările de Jos.
Pe 12 iunie 2024, Zirkzee a fost adăugat în lotul echipei de seniori a Țărilor de Jos pentru UEFA Euro 2024 din Germania. Zirkzee nu fusese ales inițial, dar a fost convocat de antrenorul Ronald Koeman în urma accidentărilor mijlocașilor olandezi Frenkie de Jong și Teun Koopmeiners. Pe 6 iulie, a jucat primul său meci internațional în timpul unei victorii cu 2-1 asupra Turciei în sferturile de finală, devenind al treilea jucător care debutează cu Țările de Jos în timpul unei competiții europene, după Martien Vreijsen (Euro 1980) și Cody Gakpo (2020).

## Palmares
Bayern München II
- Regionalliga Bayern: 2018–19
- Cupa Internațională Premier League: 2018–19[28]

Bayern München
- Bundesliga: 2019–20[29]
- DFB-Pokal: 2019–20[30]
- DFL-Supercup: 2020,[31] 2022[32]
- Liga Campionilor UEFA: 2019–20[33]
- Supercupa Europei UEFA: 2020[34]

Individual
- Cel mai bun jucător tânăr din Serie A: 2023–24[35]